# Hydrophorus arnaudi
Hydrophorus arnaudi är en tvåvingeart som beskrevs av Hurley 1985. Hydrophorus arnaudi ingår i släktet Hydrophorus och familjen styltflugor. Inga underarter finns listade i Catalogue of Life.